# Dracea
Dracea is een Roemeense gemeente in het district Teleorman.
Dracea telt 1869 inwoners.